# Carl Trotsche
Carl Heinrich Christoph Trotsche, auch: Karl Trotsche (* 21. Oktober 1803 in Lübeck; † 28. Januar 1879 in Rostock) war ein deutscher Jurist und Gerichtspräsident des Oberappellationsgerichts für Mecklenburg sowie nach den politischen Ereignissen 1848 Mitglied der konstituierenden Abgeordnetenkammer in Schwerin.

## Leben
Carl Trotsche entstammte anscheinend einer alten Güstrower Familie. Wahrscheinlich als Neffe des Güstrower Bürgermeisters Carl Heinrich Christoph Trotsche (1769–1836) wurde er in Lübeck als Sohn des aus Güstrow stammenden Verwaltungsbeamten Christoph Diederich Trotsche (* 1774) und dessen Frau Gertrude Anna, geb. Firgan (* 1776) aus Lübeck geboren. 1809 kehrten die Eltern nach Güstrow zurück, wo der Vater später als Kanzellist belegt ist.
In Güstrow verlebte Carl Trotsche die prägenden Jahre seiner Kindheit und Jugend. Er besuchte die Domschule Güstrow, bestand Ostern 1821 das Abitur und studierte anschließend in Rostock und Göttingen Rechtswissenschaft. Dort wurde er Mitglied der Mecklenburger-Corps Vandalia Rostock (1825) und Vandalia Göttingen (1828).
Seine berufliche Laufbahn begann Trotsche 1824 als Kanzleiadvokat in Güstrow. Vielleicht gefördert durch den erwähnten Bürgermeister war er 1829 als Magistratsauditor tätig. 1832 wurde er Registrator, 1839 Justizrat in der Güstrower Justizkanzlei. Ungewöhnlich früh, gerade 30-jährig, wurde er 1833 zum Hofrat ernannt. 1845 wurde Trotsche zum obersten Landesgericht an das Oberappellationsgericht Rostock berufen, dessen Vizepräsident er 1853 als Nachfolger des in den Ruhestand versetzten Friedrich Ackermann wurde. Seit 1872 war er dessen Präsident. Nach seinem Tod folgte ihm Johann Friedrich Budde in das oberste Landesgericht als Präsident.
Trotsches Dienstzeit fiel in die Deutsche Revolution 1848/49, die er aufmerksam verfolgte. Deshalb wurde er von einem der beiden Güstrower Wahlbezirke in die konstituierende Mecklenburgische Abgeordnetenversammlung nach Schwerin gewählt. Bei der Wahl des Präsidenten der Abgeordnetenversammlung am 3. November 1848 unterlag Trotsche mit 42 gegen 57 Stimmen seinem Rostocker Corpsbruder Moritz Wiggers. Politisch stand Trotsche dem linken Zentrum nahe. Er war im Justizausschuss und im Ausschuss für deutsche Angelegenheiten tätig.

## Werke
- Das Verpfändungsrecht des Pfandgläubigers. Güstrow 1834.
- Materialien zu einem Handbuche des Mecklenburg-Schwerinschen Particular-Civil-Processes. Opitz & Freg, Güstrow 1837. 2. Auflage 1848/1853.
- Der mecklenburgische Civil-Proceß. 3. Auflage. Hinstorff Verlag, Wismar 1868.
- Mecklenburgische Heimat-Gesetze mit Erkenntnissen der Landgerichte und Anmerkungen. Rostock 1866.
- Ueber die Vormundschaft für Abwesende und deren Vermögen. Rostock 1866.

## Ehrungen
Für seine wissenschaftlichen Arbeiten und Veröffentlichungen verlieh ihm die juristische Fakultät der Universität Rostock 1865 die Ehrendoktorwürde. Aus Anlass seines 25-jährigen Dienstjubiläums am Oberappellationsgericht am 5. April 1870 wurde er Ehrenbürger von Rostock und 1874, im Jahr seines 50-jährigen Dienstjubiläums, verlieh ihm Großherzog Friedrich Franz II. das Großkomturkreuz des Hausordens der wendischen Krone.

### Gedruckte Quellen
- Mecklenburgische Jahrbücher (MJB)

### Ungedruckte Quellen
- Landeshauptarchiv Schwerin (LHAS)
  - LHAS 5.11-2 Landtagsverhandlungen, Landtagsversammlungen, Landtagsprotokolle und Landtagsausschuß.
- Stadtarchiv Güstrow
  - Eidbuch 1799–1845 (Auszug)